# Arnäsvall
Arnäsvall is een plaats in de gemeente Örnsköldsvik in het landschap Ångermanland en de provincie Västernorrlands län in Zweden. De plaats heeft 345 inwoners (2005) en een oppervlakte van 84 hectare. De plaats ligt aan de Europese weg 4, ongeveer 3 kilometer ten noorden van de stad Örnsköldsvik.